# ملک بهمن دوم

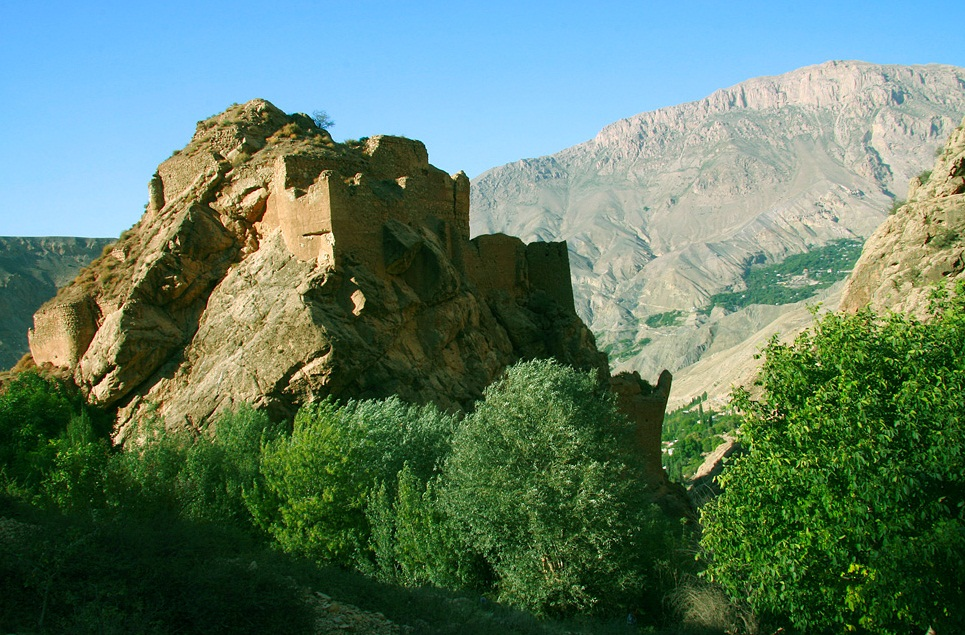
قلعه ملک بهمن

ملک‌بهمن دوم استاندار پادوسبانیان شاخه لاریجان بود که پدرش ملک‌کیومرث چهارم در شاخۀ کجور پادشاهی می‌کرد. وی آخرین پادشاه این شاخۀ سلسله پادوسبانیان بود و به دستور شاه عباس یکم به قتل رسید.

## مرگ
در عالم آرای عباسی آمده‌است: وقتی فرهادخان -که بزرگ لشکر شاه‌عباس بود- به آمل رسید، مردم عوام آن شهر جهت استحکام قلعه آماده شدند و از قلعه شهر محافظت نمودند. این زمان ملک بهمن پادشاه آن روزگار سلسله پادوسبانیان که در لارجان بود، اعلام کرد که نمی‌خواهد قلعه را نگه‌دارد چون آمل از ممالک موروثی وی نبوده و نیاکانش آمل را در اختیار نداشتند. ولی در حقیقت به ملازمانش که در قلعه بودند پیغام می‌داد که دربرابر قزلباشان مردانه دفاع کنند تا پای آن‌ها به لاریجان نرسد.
با این‌حال مردم طایفۀ تکلو در نگهداشتن قلعه اصرار می‍کردند. سید مظفر که یکی از بزرگان بود و به همراه فرهادخان به محاصره آمل رفته بود در این‌حال که قلعه فتح نمی‌شد وی اردوگاه را ترک کرد و به قلعه شخصی‌اش (ازداره‌کله) بازگشت. 
الونددیو نیز که می‌دید قزلباش‌ها می‌خواهند سراسر طبرستان را فتح کنند بر سر دوراهی ماند که به لشکر ملک‌بهمن اضافه شود یا با شاه‌عباس متحد گردد. بر همین اساس شاه‌عباس به این نتیجه رسید که تا وقتی شاهان پادوسبانی در مازندران و حتی در شهری حکومت کنند نمی‌تواند اتحاد مردم را از بین ببرد و طبرستان را فتح کند.
پس از مدتی با تلاش‌های فراوان فرهادخان قلعه فتح شد و به دستور شاه‌عباس قزلباش‌ها به همراه فرهادخان به سمت لاریجان یورش بردند. بعضی از بزرگان شهر لاریجان از ترس جانشان به فرهادخان تسلیم شدند و ملک‌بهمن که آن‌ها را در حال خیانت دید همه ریش‌سفیدان را به سیاه‌چال انداخت. مردم لاریجان که از طرفداران این امراء بودند و اصلأ به خاطر ایشان از ملک‌بهمن پیروی می‌کردند، حال با او از در دشمنی برآمدند و راه‌های مخفی قلعه را به قزلباش‌ها نشان دادند. ملک‌بهمن که فردی چرب‌زبان و حیله‌گر بود به اجبار تسلیم شد و فرهادخان و قزلباش‌ها را به مهمانی دعوت نمود ولی فرهادخان قبول نکرد و او را در تاریخ بیست و سوم مرداد ماه سنه ۱۰۰۶هجری نزد شاه‌عباس در اصفهان برد و سرانجام ملک سلطان حسین لواسانی(که خود از فامیلان بسیار نزدیک بهمن بود) به انتقام برادرش(ملک سلطان حسن) ملک‌بهمن را در نقش جهان اصفهان سربرید. طایفۀ تکلو که از دوستداران پادوسبانیان بودند پیش از به راه انداختن قیام توسط قزلباش‌ها قتل‌عام شدند.

## خویشاوندان ملک‌بهمن
هنگامی‌که ملک بهمن عازم اصفهان و در حال ترک جهان بود اولاد او در قلعه دشمنکور بودند. ملک‌بهمن همه ثروتش را در این قلعه پنهان کرده‌بود. پسر ملک‌بهمن که کیخسرو نام داشت آن زمان ۱۷ساله بود و آخرین بازماندۀ ملکان لاریجان بود. وی نیز تسلیم شد و سرانجام در قزوین بدست شاه‌عباس به‌قتلی ناجوانمردانه رسید.